# (264150) Dolops
(264150) Dolops, désignation internationale (264150) Dolops, est un astéroïde troyen jovien.

## Description
(264150) Dolops est un astéroïde troyen jovien, camp grec, c'est-à-dire situé au point de Lagrange L4 du système Soleil-Jupiter. Il présente une orbite caractérisée par un demi-grand axe de 5,168 UA, une excentricité de 0,105 et une inclinaison de 4,3° par rapport à l'écliptique.
Il est nommé en référence au personnage de la mythologie grecque Dolops, acteur du conflit légendaire de la guerre de Troie.

## Compléments